# Contea di Ganquan
La contea di Ganquan (甘泉县S, Gānquán XiànP) è una contea della Cina, situata nella provincia dello Shaanxi e amministrata dalla prefettura di Yan'an.